# Lilian Cristina Lopes Gonçalves
Lilian Cristina Lopes Gonçalves, född den 25 april 1979 i Sorocaba, Brasilien, är en brasiliansk basketspelare som var med och tog OS-brons 2000.